# Личадеевский район
Личадеевский район — административно-территориальная единица в составе Нижегородского края, существовавшая в 1929—1931 годах. Центр — село Личадеево.
Личадеевский район был образован в июле 1929 года в составе Арзамасского округа Нижегородского края.
В состав района вошла территория бывшей Личадеевской волости Арзамасского уезда — Голяткинский, Гремячевский, Кологреевский, Личадеевский, Мечасовский, Мухтоловский, Саконский, Селякинский, Семёновский, Слизневский, Стексовский, Тумановский и Шерстинский с/с.
В феврале 1930 года Гремячевский с/с был передан в Кулебакский район.
30 июля 1930 года в связи с ликвидацией окружной системы в СССР Личадеевский район перешёл в прямое подчинение Нижегородского края.
В июле 1931 года Личадеевский район был упразднён. При этом Голяткинский, Кологреевский, Личадеевский, Мечасовский, Саконский и Стексовский с/с были переданы в Ардатовский район, а Мухтоловский, Селякинский, Семёновский, Слизневский, Тумановский и Шерстинский с/с — в Арзамасский район.